# Toxotes jaculatrix

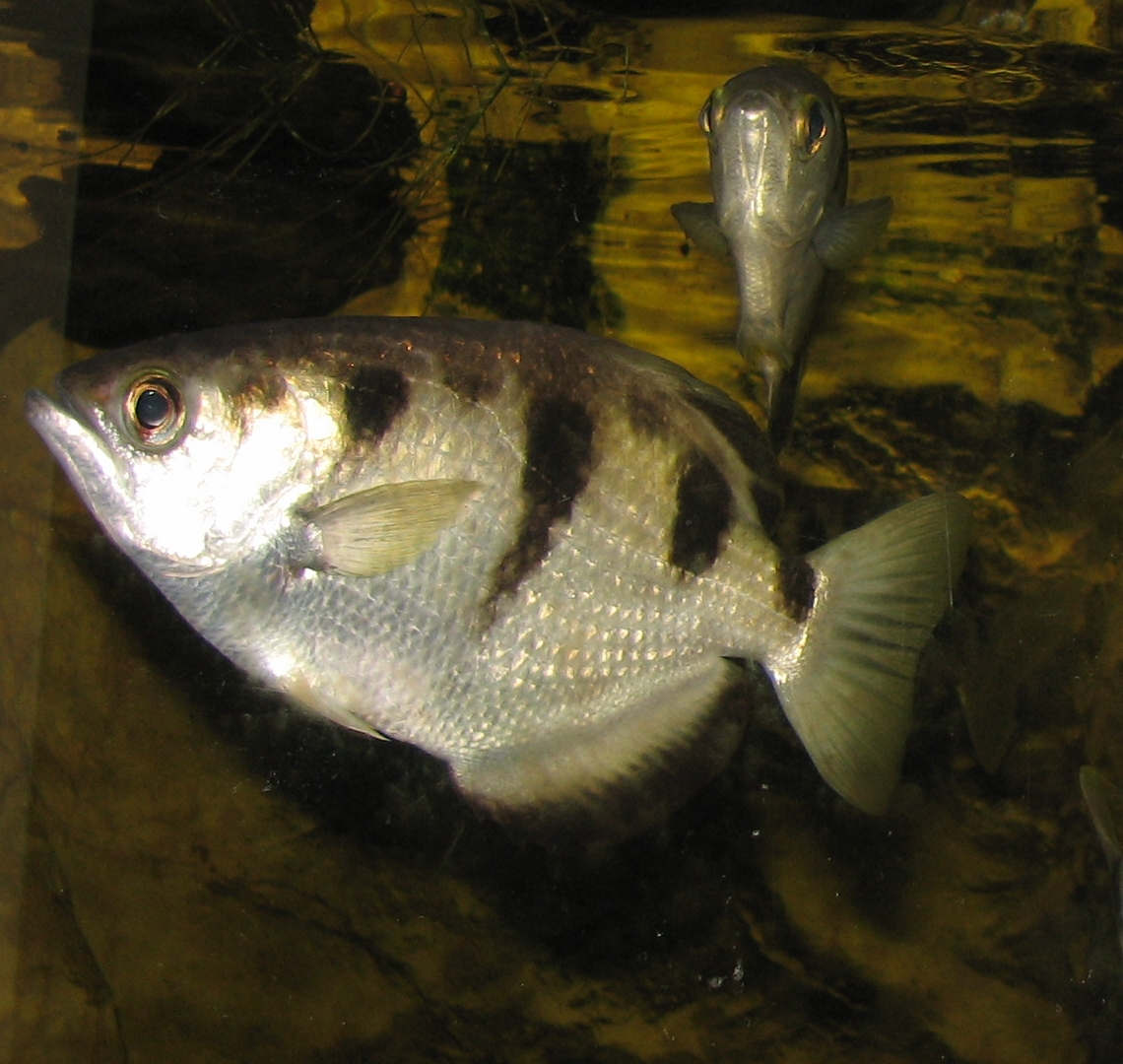
Dos exemplars a l'aquàrium de Newport

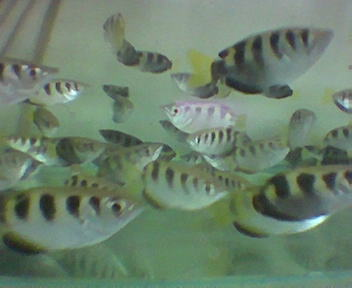
Exemplars per a ésser venuts a un centre comercial de les Filipines.

Toxotes jaculatrix és una espècie de peix de la família dels toxòtids i de l'ordre dels perciformes.

## Descripció
El cos (d'oval a romboide, moderadament comprimit i amb les fileres d'escates en disposició horitzontal) fa 30 cm de llargària màxima (encara que la més normal és de 20). Cos de color argentat i amb una sèrie de ratlles fosques, de les quals la primera travessa l'ull i la darrera la base de l'aleta caudal. Boca gran i dirigida cap a dalt. 4 espines i 11-13 radis tous a l'aleta dorsal i 3 espines i 15-17 radis tous a l'anal. Aleta caudal truncada i pectorals punxegudes. Aleta dorsal contínua i col·locada en la meitat posterior del cos. Aletes dorsal, anal i pelvianes negroses; caudal de clara a fosca i pectorals pàl·lides. La quarta (de vegades, la tercera) espina de l'aleta dorsal és la més allargada de la susdita aleta. Ulls grans. Boca moderadament gran, proctràctil i amb la mandíbula inferior sortint. Angle de la mandíbula oblic. Maxil·lar prim, escatós i sense un os suplementari. Dents vil·liformes a les mandíbules, el vòmer i els palatins. Escates moderadament grans, ctenoides i estenent-se sobre el cap i les aletes imparelles. Galtes i opercle amb escates. 26-30 escates a la línia lateral, la qual és contínua i es corba per sobre de les aletes pectorals. Presenta com una mena de ranura longitudinal al sostre de la boca, la qual esdevé un tub quan la llengua hi pressiona per llençar un doll d'aigua.

## Reproducció
És un reproductor ovípar, pelàgic i no protegeix ni la posta d'ous flotants ni els alevins després de la fresa.

## Alimentació
S'alimenta durant el dia d'insectes, aranyes i matèria vegetal flotant que troba a la superfície. És famós per la seua capacitat per a fer caure els insectes que es troben en alguna fulla o branca fora de l'aigua (fins a 150 cm de distància) mitjançant l'emissió d'un doll d'aigua amb gran força i precisió de la seua boca i, a més, compensant la refracció de la llum.

## Hàbitat i distribució geogràfica
És un peix d'aigua dolça i salabrosa, associat als esculls, amfídrom i de clima tropical (25 °C-30 °C), el qual viu en petits grups als estuaris de manglars salobres, rius i rierols des de l'Índia (incloent-hi les illes Andaman) fins a Myanmar, Tailàndia, Malàisia, les illes Ryukyu, les illes Filipines, Indonèsia, Timor Oriental, Vanuatu, les illes Salomó, Papua Nova Guinea, la república de Palau i el nord d'Austràlia (el Territori del Nord, Queensland i Austràlia Occidental).

## Vida en captivitat
Necessita un aquari bastant gran (mínim 300 litres) i que imiti un biòtop de manglar, amb brots i arrels de mangle. Si, a més, és un aquari descobert i s'hi col·loquen plantes o branques sortint del recipient es pot gaudir de la visió de la seua habilitat per a empaitar i caçar insectes. Entre els seus companys d'aquari ideals (si es vol realitzar un aquari de temàtica geogràfica i amb peixos que acceptin o tolerin la mateixa mena d'aigua que aquesta espècie) es troben Scatophagus argus, Monodactylus argenteus, Monodactylus sebae, tetraodòntids i Etroplus maculatus. I, pel que fa a les plantes, les que millor s'adapten a les condicions de l'aigua salabrosa són Ceratopteris thalictroides, Egeria densa, Sagittaria, Vallisneria, Microsorum pteropus i el mangle.

## Observacions
És inofensiu per als humans, venut fresc als mercats locals d'Indonèsia i d'altres països del Sud-est asiàtic i i forma part del comerç internacional de peixos d'aquari.